# Čirok halabský

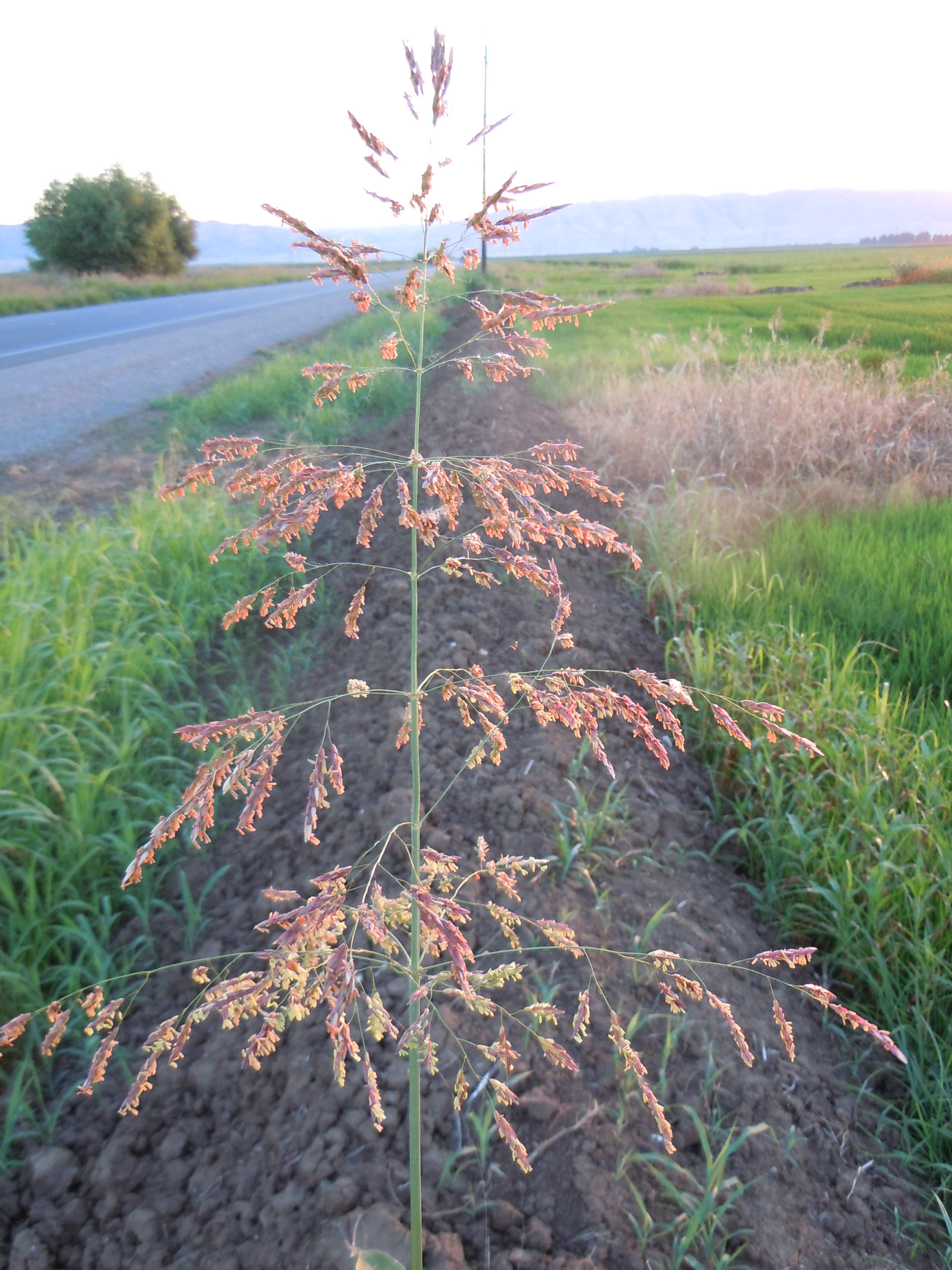
Rozkvetlé květenství

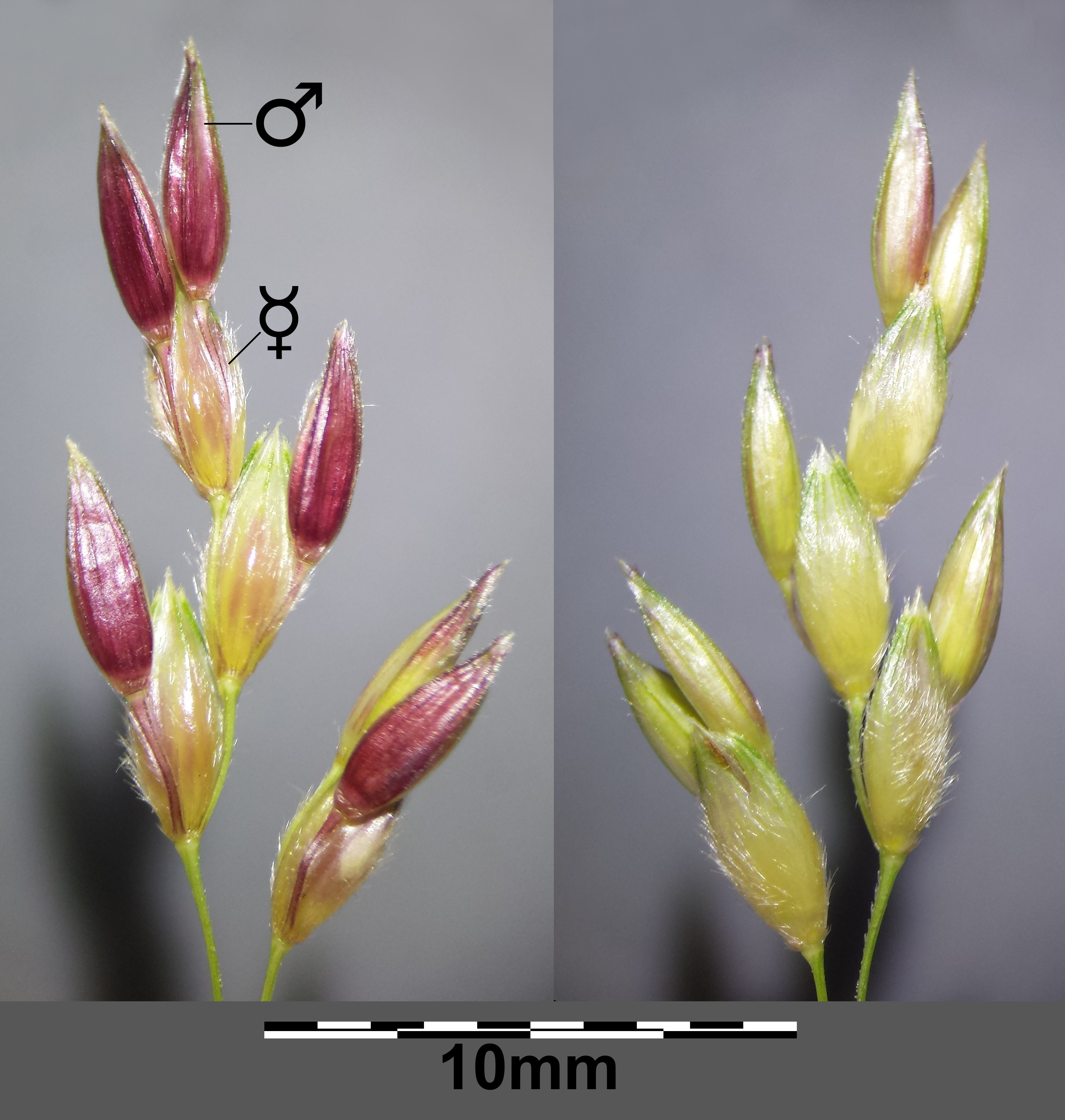
Klásky květenství

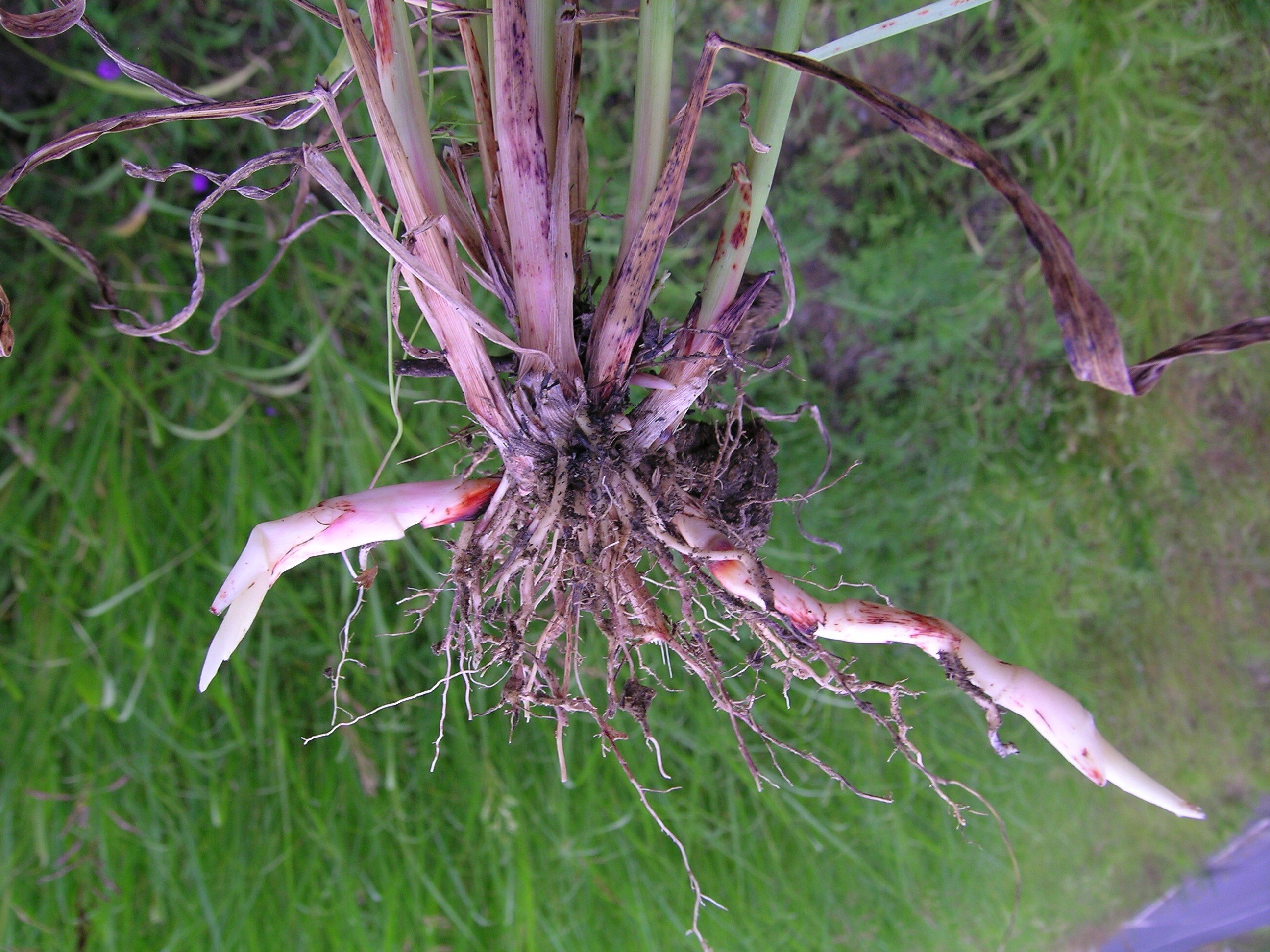
Rašící kořenové výběžky

Čirok halabský (Sorghum halepense) je světle zelená až načervenalá rostlina s četnými stébly, která bývají při kvetení vysoká až 150 cm a jsou zakončena kuželovitým, latnatým květenstvím dlouhým 10 až 25 cm. Silně odnožující, teplomilná bylina, řazená mezi trávy, je v české přírodě nepůvodním druhem. Byla zde několikrát zavlečená v pozdním novověku z oblastí okolo Středomoří a případně i Černomoří. V Česku byl tento druh poprvé pozorován v roce 1927 na dvou lokalitách nedaleko Prahy. Vědecké druhové jméno halepense odkazuje na syrské město a stejnojmennou provincii Aleppo (arabsky Halab), odkud rostlina pravděpodobně pochází.

## Rozšíření
Původní areál čiroku halabského se rozkládá od západu pevninské severní Afriky a ostrovů Makaronésie přes arabská území severní Afriky až na Arabský poloostrov. Areál původního výskytu dále pokračuje po obou úbočích Kavkazu a skrz Jihozápadní Asii, Střední Asii a Přední Indii až do oblastí Indočíny.
Druhotně byla rostlina rozšířena do mnoha teplých oblastí Starého světa, později lidským přičiněním obsadila četná subtropická a tropická území v Novém světě i na Novém Zélandu a v Oceánii. Konkrétně v Evropě je tento plevel zdomácnělý v celé jižní části, ve střední pouze v Maďarsku a v chladnějších oblastech (např. v Česku a Slovensku) se vyskytuje pouze přechodně. Rostlina je považována za hemerochorní, tj. k jejímu rozšiřování dochází převážně prostřednictvím pracovní činnosti člověka.
Ve střední Evropě se většinou objevuje na druhotných stanovištích, kde se jen málo rozmnožuje. Roste u větších sídel na nezemědělských pozemcích, zejména na překladištích, nádražích i v přístavech, stejně jako u potravinářských závodů zpracovávající semena. Do střední Evropy je zavlékán s obilím, travním osivem, krmivy, olejninami, s bavlnou a jejich odpady, s transportem dobytka i v obalech s jižním ovocem.
V Česku je považován za neofyt, který nepravidelně vyrůstá jen na jižní Moravě. Bývá tam pravděpodobně zavlékán z Ukrajiny nebo z Maďarska, v obou těchto státech se již vyskytuje na polích trvale. V české přírodě se objevuje pouze nepravidelně, nejčastěji bývá zachycen v okopaninách (brambory, řepa) a v kukuřici, nejčastěji od planárního po kolinní stupeň.

## Ekologie
Čirok halabský je poměrně dekorativní, vytrvalý, konkurenčně velmi schopný, hluboko kořenící geofyt s plazivými oddenky uloženými v půdě horizontálně i vertikálně až do metrové hloubky. Je silně expanzivní a na výživných stanovišti úporně vytrvává. Teplomilná rostlina, která dobře prospívá na plném slunci i v polostínu, na kvalitu půdy je sice nenáročná, ale ve vlhké a humózní vytváří více stébel a ta vyrůstají do větší výšky a více kvetou. V Česku se většinou, až na výjimky v nejjižnějších oblastech Moravě, rozmnožuje pouze oddenky, neboť rostliny mívají v chladném středoevropském klimatu neplodné obilky. Oddenky v půdě jen velmi málo odolávají mrazu, obvykle je zahubí déletrvající teplota pod -3 C, přežívají většinou jen uložené hlouběji než 20 cm.
Čerstvé obilky mají výraznou dormanci způsobenou pevně přiléhajícími pluchami, které znemožňují výměnu plynů. Klíčí proto rozvlekle, většinou až při optimálně kolísající teplotě, denní 30 až 35 °C a noční 6 až 15 °C. V Evropě obvykle kvete od června do října. Obvyklý počet chromozomů byl u rostlin zjištěn 2n = 40 a stupeň ploidie x = 4. Méně častěji se vyskytují na první pohled mohutnější rostliny s později vzniklým karyotypem, jež pocházejí z jižní Eurasie a mají chromozomů 2n = 20 a stupeň ploidie x = 2.

## Popis
Vytrvalá travina s četnými, světle zelenými stébly s načervenalým nádechem, která bývají vysoká 50 až 150 cm (ojediněle až 270 cm) a u báze mívají průměru 1 až 2 cm. Stébla vyrůstají v trsech z plazivých bílých, až 1 cm tlustých a 2 m dlouhých, sympodiálně větvených, víceletých podzemních oddenků sahajících do hloubky až 1 m; hlavní kořen rostlina postrádá. Stébla jsou pevná, přímá, hladká a mají průměrně sedm chlupatých kolének.
Listy střídavě vyrůstají z vícežilných listových pochev, jež jsou lysé a pouze v horní polovině drsné, jejich krátce chlupatý jazýček bývá dlouhý asi 2 mm. Čepele zelených, celistvých listů bývají dlouhé 20 až 60 cm a široké od 1 po 2 cm, na koncích jsou špičaté a po okraji posázené ostrými zoubky, uprostřed mají světlou střední žilku a okolo ní hustou podélnou žilnatinu.
Na konci stébla se vytváří řídké, hodně větvené květenství kuželovitého tvaru, lata klásků dlouhá 10 až 40 cm a široká do 10 cm. Ve tří a více četných přeslenech vyrůstají nad sebou primární větve květenství, vespod jsou až 25 cm dlouhé a dále se dělí do větví sekundárních a některé i terciárních. Květenství je tvořeno převážně dvoukvětými klásky, pouze v horní části květenství rostou klásky se třemi květy. Ve dvoukvětém je horní květ přisedlý, oboupohlavný a někdy purpurově zbarvený, kdežto spodní je krátce stopkatý a sterilní; případný třetí květ má stopkou a je vybaven pouze prašníky. Klásek je vejčitě kopinatý, bývá asi 5 mm dlouhý a někdy mívá snadno opadávající osinu. Oboupohlavný květ má tři tyčinky, jednobuněčný horní semeník a dvě peříčkovité blizny. Blanité plevy jsou zašpičatělé, žlutohnědé a obě jsou si podobné, pluchy se dvěma zuby jsou někdy zakončené až 1 cm dlouhou osinu.
Po anemogamickém opylení květu se vyvine vejčitý plod, nahnědlá obilka (semeno), dlouhá 2,5 až 4,5 mm a široká 2 až 2,5 mm. Obilka je částečně obalena v leskle hnědých pluchách, bez nich (tzv. nahá obilka) je bělavá. Statná rostlina může vytvořit až 8000 obilek, která se šíří větrem, vodou, zvířaty i lidmi.

## Rozmnožování
Do blízkého okolí se rostlina šíří oddenky s četnými pupeny, které zakořeňují a postupně vytvářejí nové samostatné rostliny. Na větší vzdálenosti se rozšiřuje obilkami, které mají delší dormanci a klíčí nestejnoměrně, ale v půdě si podržují životaschopnost nejméně po dobu čtyř let. Obvykle vyklíčí z hloubky do 7 cm. Na stanovišti s vlhkou kvalitní půdou vyroste z jediné obilky až 170 stébel vysokých 150 cm, až 20 m oddenků a okolo 1,7 kg nových semen během jedné sezony.

## Škodlivost
Původně s oblibou pěstovaný čirok halabský postupně ale na četných místech zplaněl a v mnoha teplých krajích se stal na polích a loukách invazním plevelem. Většinou roste v aluviích na vysychavých i zavlažovaných půdách, především jako úporná, těžce vymýtitelná bylina v okopaninách, kukuřici, obilí, bavlníku, na ovocných plantážích, ve vinicích nebo na různých ruderálních stanovištích. Likvidace této byliny na zasažených polích je složitým problémem. Mimo nákladných chemických prostředků je nejúčinnější celoroční spásání nebo násobné sečení, které mají za cíl vyčerpat rostlinu, případně několikanásobná orba likvidující oddenky.
Pyl z kvetoucích rostlin vyvolává u citlivých jedinců sennou rýmu. Za určitých, ale neuvedených, podmínek rostlina produkuje množství kyanidových sloučenin (C14 H17 NO7) a u pasoucích se zvířat může dojít k následné otravě. Rostlina je významným alternativním hostitelem virů napadající listy kukuřice, cukrové řepy i rýže, podobně hostí i mnoho druhů mšic a hlístic.

## Význam
Na četných územích byl čirok halabský rozšířen vědomě, například ve Spojených státech amerických začal být okolo roku 1800 pěstován jako výživné krmivo, obsahuje totiž podobné množství bílkovin jako většina travin nebo vojtěška. Pokud je úmyslně pěstován, sklízí se na zelené krmení nebo suší na seno, někde se může sekat dvakrát až třikrát za sezonu. Po dvou až třech létech se pro zachování kvality a množství píce dosévá luštěninami nebo jetelovinami, které kromě zvýšení výživné hodnoty mají zásobovat půdu vzdušným dusíkem. Ojediněle bývá pěstován v okrasných zahradách, kde ve skupinkách vyniká mohutným vzrůstem a květenstvím.